# Aphyolebias schleseri
Aphyolebias schleseri är en fiskart som beskrevs av Costa 2003. Aphyolebias schleseri ingår i släktet Aphyolebias och familjen Rivulidae. Inga underarter finns listade i Catalogue of Life.